# Herrens himmelsfärds kyrka, Pranjani
Herrens himmelsfärds kyrka (serbisk kyrilliska: Црква Вазнесења Господњег; latinska: Crkva Vaznesenja Gospodnjeg) är en serbisk-ortodox kyrkobyggnad belägen i byn Pranjani, i staden Gornji Milanovac i den statistiska regionen Šumadija och västra Serbien, i Serbien.
Kyrkan är helgad åt Kristi himmelsfärd och tillhör det serbisk-ortodoxa stiftet Žičas stift.

## Historik
Herrens himmelsfärds kyrka i Pranjani byggdes år 1903.

## Kyrkan

### Exteriör
- Kyrkan är byggd i serbisk-bysantinsk stil.[2]
- Den är gjord av sten och tegel.[2]

### Inventarier
- Ikonostasen är gjord av trä.[2]

## Bilder

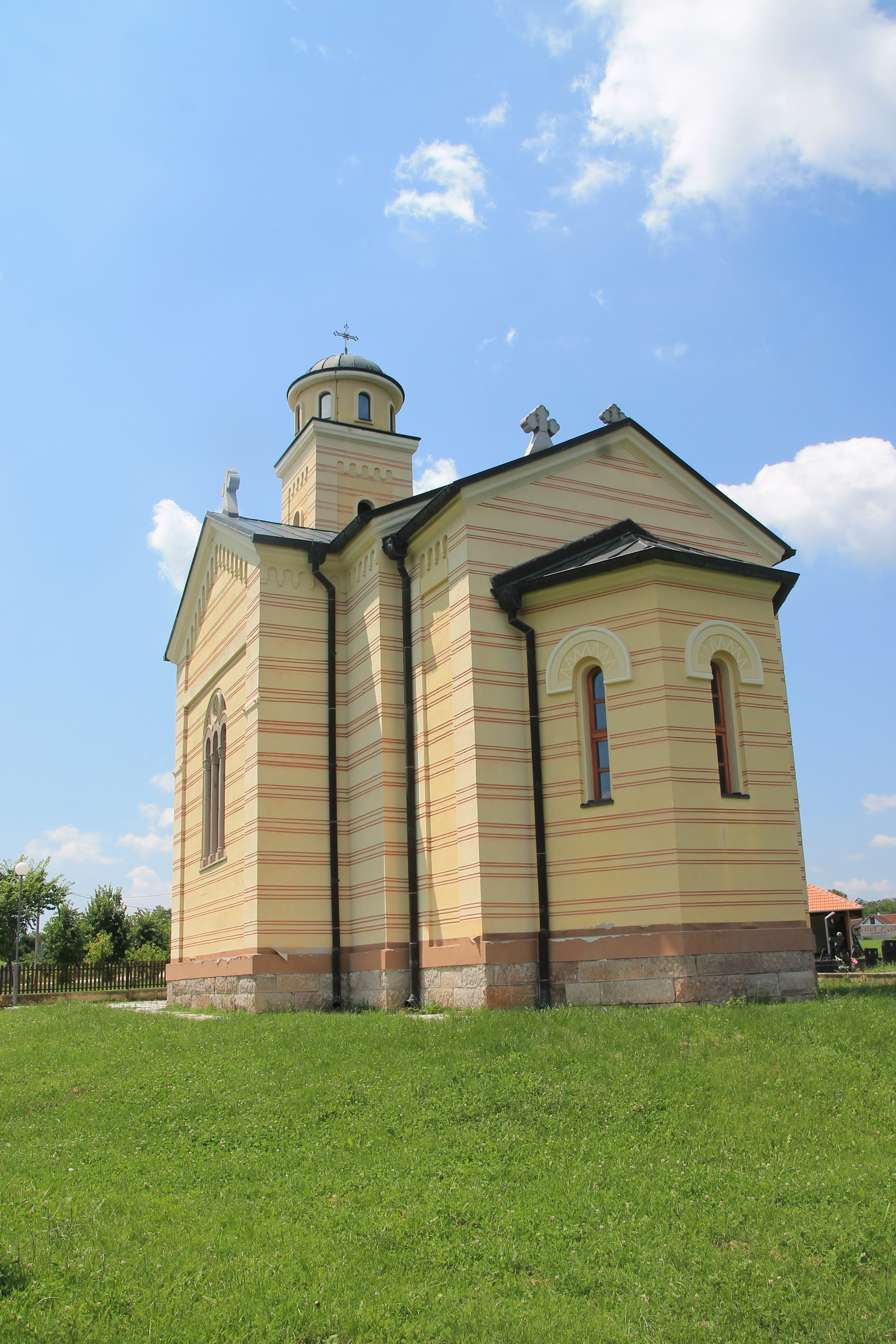
Baksidan och absiden.
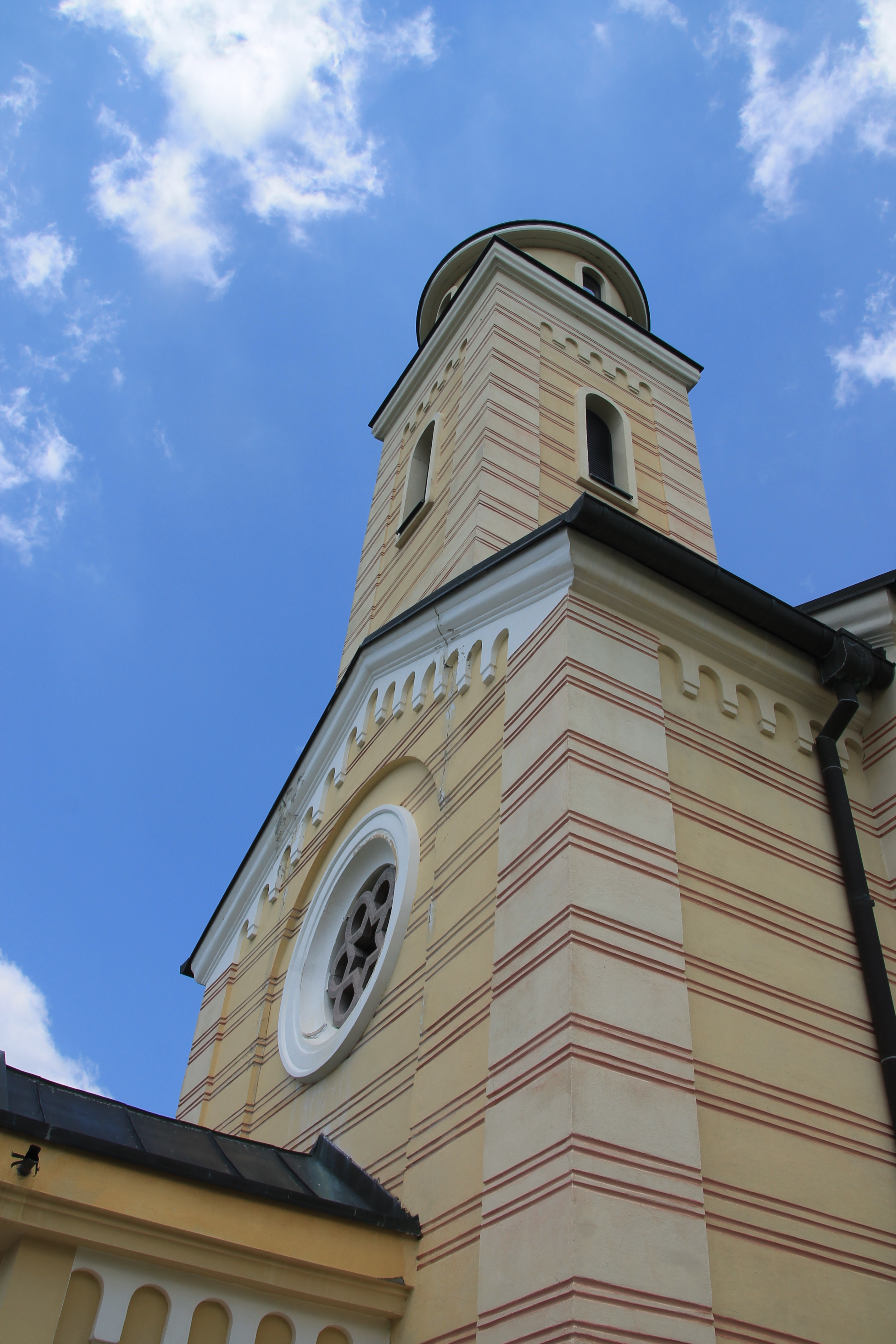
Närbild på exteriören.